# Партизанское (Житомирская область)
Партизанское (укр. Партизанське) — село на Украине, находится в Новоград-Волынском районе Житомирской области.
Население по переписи 2001 года составляет 20 человек. Почтовый индекс — 11731. Телефонный код — 4141. Занимает площадь 0,428 км².

## Адрес местного совета
11731, Житомирская область, Новоград-Волынский р-н, с. Суховоля